# Alana Blahoski
Alana Blahoski, född den 29 april 1974 i Saint Paul, Minnesota i USA, är en amerikansk ishockeyspelare.
Hon tog OS-guld i damernas ishockeyturnering i samband med de olympiska ishockeytävlingarna 1998 i Nagano.
Hon är sedan juni 2018 ny huvudtränare i Djurgårdens IF's Damlag.